# Public Broadcasting Service
Public Broadcasting Service (PBS, "javni distribucijski sustav") je američka televizijska mreža. PBS je javna neprofitna organizacija čiji su zajednički vlasnik 354 televizijske stanice, članice mreže. Sjedište televizije se nalazi u Arlingtonu u Virginiji.
PBS je najugledniji pružatelj televizijskog programa javnim televizijskim stanicama u Sjedinjenim Državama. Od sredine 2000-ih, ankete ugledne njemačke tvrtke za istraživanje tržišta GfK konstantno rangiraju usluge PBS-a kao američku nacionalnu instituciju kojoj se najviše vjeruje. Međutim, PBS nije odgovoran za sav program koji prikazuju javne televizijske stanice; u stvari, stanice obično primaju veliki dio sadržaja iz drugih izvora, TV mreža ili nezavisnih produkcija.
PBS također ima podružnicu National Datacast, koja pruža usluge prijenosa podataka preko televizija članica, čime mreža i njene članice ostvarjuju dodatni prihod.